# Очина-де-Сус
Очина-де-Сус (рум. Ocina de Sus) — село у повіті Прахова в Румунії. Входить до складу комуни Адунаць.
Село розташоване на відстані 93 км на північний захід від Бухареста, 44 км на північний захід від Плоєшті, 50 км на південь від Брашова.

## Населення
За даними перепису населення 2002 року у селі проживали 1228 осіб, з них 1227 осіб (99,9%) румунів. Рідною мовою 1227 осіб (99,9%) назвали румунську.